# Drimiopsis spicata
Drimiopsis spicata là một loài thực vật có hoa trong họ Măng tây. Loài này được (Baker) Sebsebe & Stedje mô tả khoa học đầu tiên năm 2005.